# پومویری
پومویری (به اسپانیایی: Pumawiri) یک کوه در پرو است که در منطقه آیاکوچو واقع شده‌است. پومویری ۴٬۸۰۰ متر بالاتر از سطح دریا واقع شده‌است.